# Ilex dabieshanensis
Ilex dabieshanensis är en järneksväxtart som beskrevs av K. Yao och M.B. Deng. Ilex dabieshanensis ingår i släktet järnekar, och familjen järneksväxter. Inga underarter finns listade i Catalogue of Life.